# Higashikuni (książę)
Higashikuni no miya Naruhiko Ō (jap. 東久邇宮稔彦王 Higashikuni-no-miya Naruhiko-ō; ur. 3 grudnia 1887 w Kioto, zm. 20 stycznia 1990 w Tokio) – książę japoński, generał Cesarskiej Armii Japońskiej i polityk. Po reformach w japońskiej arystokracji i zniesieniu tytułu znany jako Naruhiko Higashikuni (jap. 東久邇 稔彦 Higashikuni Naruhiko). Objął stanowisko premiera rządu japońskiego po II wojnie światowej, sprawując urząd od 17 sierpnia 1945 r. do 9 października 1945 r. Uformował gabinet, którego celem było zakończenie wojny. Był to jedyny gabinet w historii, gdzie premierem był członek rodziny cesarskiej.

## Życiorys
Urodził się 3 grudnia 1887 w Kioto jako dziewiąte dziecko księcia Kuni Asahiko. W 1906 roku nadano mu tytuł Higashikuni-no-miya. Idąc za przykładem rodziny cesarskiej, ukończył Akademię Wojskową, a także kształcił się we Francji. W 1915 roku poślubił Toshiko (księżniczkę Yasu), córkę cesarza Meiji.
Po powrocie do Japonii sprawował między innymi dowództwo nad 2. i 4. Dywizją, a także był dowódcą Cesarskiego Japońskiego Lotnictwa. W 1938 roku skierowano go do północnych Chin na stanowisko dowódcy 2. Armii, zaś w 1941 roku został Naczelnym Dowódcą Obrony.
Po kapitulacji Japonii w II wojnie światowej, został pierwszym członkiem rodu cesarskiego, który objął funkcję premiera 17 sierpnia 1945 roku i utworzył powojenny gabinet, lecz 4 października ustąpił z urzędu, gdyż nie był w stanie wypełniać rozkazów demokratyzacyjnych wydanych przez GHQ (Główna Kwatera Sił Sprzymierzonych), funkcję sprawował do 9 października 1945 r. Mimo iż Higashikuni uniknął oskarżenia o zbrodnie wojenne, utracił status członka rodziny cesarskiej w październiku 1947 roku w wyniku szerszych reform zarządzonych przez władze okupacyjne, które ograniczyły liczbę osób z cesarskim statusem. W 1950 roku założył nową religię nazwaną „Higashikuni-kyo”.
Zmarł 20 stycznia 1990 roku w wieku 102 lat.